# Eifelrennen 1933

Streckenlayout

Das Eifelrennen 1933 fand vom 26. bis 28. Mai auf der Nordschleife des Nürburgrings statt, sieben Tage nach dem AVUS-Rennen das zweite internationale Rennen für Automobile der Saison 1933 in Deutschland. Die Veranstaltung umfasste sieben Wettbewerbe, drei für Wagen, außerdem zwei für Motorräder und zwei für Seitenwagengespanne. Der Sieger der leistungsstärksten Klasse, Wagen über 1500 cm³, erhielt eine Siegprämie von 3.500 Reichsmark.
Nach der Machtergreifung am 30. Januar 1933 demonstrierten die Nationalsozialisten erstmals am Nürburgring in aufdringlicher Weise ihre Stärke. In der Berichterstattung der Zeitschrift Motor und Sport war zu lesen: „Eine SS-Ehrenwache zieht auf, am Mast geht die schwarz-weiß-rote Flagge hoch, das Deutschlandlied erklingt, das Hakenkreuzbanner wird gehisst und das Horst-Wessel-Lied gespielt. In Reih und Glied stehen die Motorräder, über der Nürburg hängen schwere, graue Wolken – so beginnt das Internationale ADAC-Eifelrennen 1933.“ Fortan instrumentalisierte der NS-Staat den Motorsport immer stärker für seine Propaganda und machte Hersteller wie auch Fahrer zu Werbeträgern für ein verbrecherisches System.

## Rennen

### Automobile
Am Donnerstag vor dem Rennen fand das erste Training auf dem 22,810 Kilometer langen Kurs statt. Wegen starker Regenfälle nutzten jedoch die wenigsten Fahrer die Möglichkeit auf die Strecke zu fahren. Am Freitag kristallisierte sich Tazio Nuvolari schnell als Favorit für den Rennsieg heraus.
Am Rennsonntag fanden sich etwa 100.000 Zuschauer am Nürburgring ein. Kurz vor dem Start der Wagen über 1500 cm³ hörte der Regen auf, der seit den frühen Morgenstunden über der Strecke herunterging. Zu Beginn des Rennens übernahm der von Platz fünf gestartete Piero Taruffi die Führung, die er aber schon nach der ersten Runde an Louis Chiron verlor, ihm folgten Nuvolari und von Brauchitsch. Nach zwei Runden führte schließlich Nuvolari vor Chiron und vergrößerte seinen Vorsprung stetig. In der fünften Runde musste Chiron erstmals an die Box, um zu tanken, doch wegen eines Tanklecks folgten noch drei weitere Stopps. Nuvolari gewann schließlich mit fast sechs Minuten Vorsprung vor von Brauchitsch und Taruffi. Für eine Kuriosität sorgte der Ungar László Hartmann, als er nach Rennende in eine 16. Runde fuhr. Seine Extrarunde war jedoch bereits an der Südkehre vorbei, wo er sich überschlug, aber unverletzt blieb.
Die schnellste Rennrunde wurde offiziell Tazio Nuvolari zugeschrieben, jedoch gibt es keine gestoppte Zeit.
Die Klasse bis 1500 cm³ gewann Francis Curzon, 5. Earl Howe, auf Delage mit einer Sekunde Vorsprung vor Ernst Günther Burggaller auf Bugatti, die Klasse bis 800 cm³ Lord Hamilton auf MG.

### Motorräder
Zu den Motorradrennen über jeweils 15 Runden waren insgesamt 58 Solomaschinen gemeldet, die in den Klassen bis 350 cm³ und bis 1000 cm³ starteten. Gespanne waren es nur 15; sie fuhren in den Klassen bis 600 cm³ und bis 1000 cm³ jeweils 10 Runden. In der großen Motorradklasse wechselte während der Anfangsphase des Rennens die Reihenfolge der führenden Fahrer Hans Soenius, Paul Rüttchen und Bernd Rosemeyer mehrmals, bis Rosemeyer durch Wasser in der Elektrik ausfiel. Rüttchen stürzte mehrmals, sodass Soenius auf Norton nach 3:27:58,1 Stunden mit einem Durchschnitt von 98,75 km/h siegte. Die Klasse bis 350 cm³ gewann Ernst Loof auf Imperia in 3:30:19,3 Stunden. Die große Gespannklasse gewann Paul Weyres auf Harley-Davidson, die Klasse bis 600 cm³ das Schweizer Ehepaar Hans und Cilly Stärkle auf NSU.

## Ergebnisse

### Meldeliste
| Team                       | Nr. | Fahrer                   | Chassis              | Motor                                   | Reifen |
| -------------------------- | --- | ------------------------ | -------------------- | --------------------------------------- | ------ |
| Scuderia Ferrari           | 01  | Tazio Nuvolari           | Alfa Romeo Monza     | Alfa Romeo 2.6L I8 Kompressor           | E      |
| Scuderia Ferrari           | 05  | Eugenio Siena            | Alfa Romeo Monza     | Alfa Romeo 2.6L I8 Kompressor           | E      |
| Scuderia Ferrari           | 06  | Piero Taruffi            | Alfa Romeo Monza     | Alfa Romeo 2.6L I8 Kompressor           | E      |
| Officine Alfieri Maserati  | 03  | Luigi Fagioli            | Maserati 8CM         | Maserati 3.0L I8 Kompressor             |        |
| Daimler-Benz A.G.          | 04  | Manfred von Brauchitsch  | Mercedes-Benz SSKL   | Mercedes-Benz M06 RS 7.1L I6 Kompressor | C      |
| László Hartmann            | 07  | László Hartmann          | Bugatti T35B         | Bugatti 2.3L I8 Kompressor              |        |
| Rudolf Steinweg            | 08  | Rudolf Steinweg          | Bugatti T35C         | Bugatti 2.0L I8 Kompressor              | C      |
| Equipe Villars-Waldthausen | 09  | Julio Villars            | Alfa Romeo Monza     | Alfa Romeo 2.3L I8 Kompressor           | MZ     |
| Equipe Villars-Waldthausen | 10  | Horst von Waldthausen    | Alfa Romeo Monza     | Alfa Romeo 2.3L I8 Kompressor           | MZ     |
| Norbert Sinner             | 11  | Norbert Sinner           | Bugatti T51          | Bugatti 2.3L I8 Kompressor              |        |
| Charly Jellen              | 12  | Charly Jellen            | Alfa Romeo Monza     | Alfa Romeo 2.3L I8 Kompressor           |        |
| Paul Pietsch               | 14  | Paul Pietsch             | Alfa Romeo Monza     | Alfa Romeo 2.3L I8 Kompressor           |        |
| Herbert Wimmer             | 15  | Herbert Wimmer           | Bugatti T35B         | Bugatti 2.3L I8 Kompressor              |        |
| George Eyston              | 16  | George Eyston            | Alfa Romeo Monza     | Alfa Romeo 2.3L I8 Kompressor           |        |
| Ernst Günther Burggaller   | 22  | Ernst Günther Burggaller | Bugatti T51A         | Bugatti 1.5L I8                         |        |
| Joseph Zigrand             | 23  | Joseph Zigrand           | Bugatti T37A         | Bugatti 1.5L I4 Kompressor              |        |
| Earl Howe                  | 24  | Earl Howe                | Delage 15S8          | Delage 1.5L I8                          | D      |
| Bruno Sojka                | 26  | Bruno Sojka              | Bugatti T37A         | Bugatti 1.5L I4 Kompressor              |        |
| Anne-Cécile Rose-Itier     | 27  | Anne-Cécile Rose-Itier   | Bugatti T51A         | Bugatti 1.5L I8                         | M      |
| Louis Decaroli             | 28  | Louis Decaroli           | Bugatti T37A         | Bugatti 1.5L I4 Kompressor              |        |
| Heinz Krebs                | 29  | Heinz Krebs              | Mathis               | Mathis 1.1L I4                          |        |
| Automobiles Ettore Bugatti | 30  | Pierre Veyron            | Bugatti T51A         | Bugatti 1.5L I8                         | M      |
| Edith Frisch               | 31  | Edith Frisch             | Bugatti T37A         | Bugatti 1.5L I4 Kompressor              |        |
| Horst Schulz               | 32  | Mathilde Schulz          | Bugatti T37A         | Bugatti 1.5L I4 Kompressor              |        |
| Willi Seibel               | 33  | Willi Seibel             | Bugatti T37A         | Bugatti 1.5L I4 Kompressor              |        |
| Adolf Brudes               | 34  | Adolf Brudes             | Bugatti T37A         | Bugatti 1.5L I4 Kompressor              |        |
| Hans Ruesch                | 35  | Hans Ruesch              | Alfa Romeo 6C 1500   | Alfa Romeo 1.5L I6                      |        |
| Bobby Kohlrausch           | 41  | Bobby Kohlrausch         | Austin 7 Rubber Duck | Austin 0.7L I4                          |        |
| Gerhard Macher             | 42  | Gerhard Macher           | DKW                  | DKW 0.7L 2 x I2                         |        |
| Horst Schulz               | 43  | Horst Schulz             | DKW                  | DKW 0.5L I2                             |        |
| Walter Bäumer              | 44  | Walter Bäumer            | Austin 7             | Austin 0.7L I4                          |        |
| Ernst von Delius           | 45  | Ernst von Delius         | BMW                  | BMW 0.7L I4                             |        |
| Felix Seifert              | 46  | Felix Seifert            | DKW                  | DKW 0.7L I4                             |        |
| Willi Zinn                 | 47  | Willi Zinn               | BMW                  | BMW 0.7L I4                             |        |
| Hugh Caulfield Hamilton    | 48  | Hugh Caulfield Hamilton  | MG J4                | MG 0.7L I4                              | D      |
| Conrad Lützow              | 49  | Conrad Lützow            | BMW                  | BMW 0.7L I4                             |        |
| Hans Simons                | 50  | Hans Simons              | DKW                  | DKW 0.7L I4                             |        |
| Jean-Marie de Texidor      |     | Jean-Marie de Texidor    | Bugatti T35B         | Bugatti 2.3L I8 Kompressor              |        |

### Rennergebnis
| Pos. | Fahrer                  | Konstrukteur | Runden | Stopps | Zeit        | Start | Schnellste Runde | Ausfallgrund           |
| ---- | ----------------------- | ------------ | ------ | ------ | ----------- | ----- | ---------------- | ---------------------- |
| 01   | Tazio Nuvolari          | Alfa Romeo   | 15     |        | 3:00:59,000 | 1     |                  |                        |
| 02   | Manfred von Brauchitsch | Mercedes     | 15     |        | + 5:55,000  | 3     |                  |                        |
| 03   | Piero Taruffi           | Alfa Romeo   | 15     |        | + 8:10,000  | 5     |                  |                        |
| 04   | Louis Chiron            | Alfa Romeo   | 15     |        | + 10:49,000 | 2     |                  |                        |
| 05   | László Hartmann         | Bugatti      | 15     |        | + 11:13,000 | 6     |                  |                        |
| 06   | Paul Pietsch            | Alfa Romeo   | 15     |        | + 12:30,000 | 11    |                  |                        |
| 07   | Eugenio Siena           | Alfa Romeo   | 15     |        | + 17:12,000 | 4     |                  |                        |
| —    | Rudolf Steinweg         | Bugatti      |        |        | DNF         | 7     |                  | Leck im Treibstofftank |
| —    | Julio Villars           | Alfa Romeo   |        |        | DNF         | 8     |                  | Motorschaden           |
| —    | Horst von Waldthausen   | Alfa Romeo   |        |        | DNF         | 9     |                  | Ausfall                |
| —    | Charly Jellen           | Alfa Romeo   |        |        | DNF         | 10    |                  | Ausfall                |
| —    | Herbert Wimmer          | Bugatti      |        |        | DNF         | 12    |                  | Unfall                 |
| —    | Jean-Marie de Texidor   | Bugatti      |        |        | DNF         | 13    |                  | Ausfall                |

### Rennergebnis Voiturette bis 1,5 Liter Hubraum
| Pos. | Fahrer                   | Konstrukteur | Runden | Stopps | Zeit        | Start | Schnellste Runde | Ausfallgrund |
| ---- | ------------------------ | ------------ | ------ | ------ | ----------- | ----- | ---------------- | ------------ |
| 01   | Earl Howe                | Delage       | 15     |        | 3:17:42,000 | 14    |                  |              |
| 02   | Ernst Günther Burggaller | Bugatti      | 15     |        | + 1,000     | 15    |                  |              |
| 03   | Pierre Veyron            | Bugatti      | 15     |        | + 5:54,000  |       |                  |              |
| 04   | Bruno Sojka              | Bugatti      | 15     |        | + 11:55,000 | 16    |                  |              |
| 05   | Willi Seibel             | Bugatti      | 15     |        | + 22:10,000 |       |                  |              |
| —    | Edith Frisch             | Bugatti      |        |        | DNF         |       |                  | Ausfall      |
| —    | Joseph Zigrand           | Bugatti      |        |        | DNF         | 17    |                  | Ausfall      |
| —    | Heinz Krebs              | Mathis       |        |        | DNF         |       |                  | Ausfall      |
| —    | Hans Ruesch              | Alfa Romeo   |        |        | DNF         |       |                  | Ausfall      |

### Rennergebnis Voiturette bis 0,8 Liter Hubraum
| Pos. | Fahrer                  | Konstrukteur | Runden | Stopps | Zeit        | Start | Schnellste Runde | Ausfallgrund |
| ---- | ----------------------- | ------------ | ------ | ------ | ----------- | ----- | ---------------- | ------------ |
| 01   | Hugh Caulfield Hamilton | MG           | 12     |        | 2:50:15,000 |       |                  |              |
| 02   | Bobby Kohlrausch        | Austin       | 12     |        | + 9:59,000  |       |                  |              |
| —    | Felix Seifert           | DKW          |        |        | DNF         |       |                  | Ausfall      |
| —    | Willi Zinn              | BMW          |        |        | DNF         |       |                  | Ausfall      |
| —    | Conrad Lützow           | BMW          |        |        | DNF         |       |                  | Ausfall      |
| —    | Walter Bäumer           | Austin       |        |        | DNF         |       |                  | Ausfall      |
| —    | Ernst von Delius        | BMW          |        |        | DNF         |       |                  | Ausfall      |
| —    | Hans Simons             | DKW          | 2      |        | DNF         |       |                  | Ausfall      |
| —    | Gerhard Macher          | DKW          | 1      |        | DNF         |       |                  | Ausfall      |